# 大丹犬
大丹犬（英語：Great Dane），也稱做大丹狗、德國獒（德語：Deutsche Dogge）。被人們視為世界犬中的阿波羅，產於德國，歷史可追溯至愛爾蘭獵狼犬和古代英國獒。儘管在有些地方大丹犬被稱為“丹麥獵犬”，但是它們並非來自丹麥或在丹麥被馴化。該狗聰明、勇敢，忠於主人，體高雄性76至90釐米、雌性71至84釐米，體重50至82公斤。牠是犬中鬥士，易於訓練，可飼養成能力強且服從命令的警衛犬。

## 流行文化
- 史酷比，同名漫畫裡的虛構大丹犬。
- 大丹犬於1965年獲賓夕凡尼亞州選為州犬（英语：List of U.S. state dogs）
- 大丹犬是紐約州立大學奧本尼分校的吉祥物。